# Amiga 1200
Amiga 1200 — «домашний» ПК 3-го поколения Commodore, был выпущен в октябре 1992 года. Этот компьютер создавался на базе чипсета AGA, позволяющего отображать 262 144 цвета на экран (из палитры 16 777 216 цветов) и поставлялся с AmigaOS 3.0.
Первоначально, Amiga 1200 продавалась по цене £399 в Великобритании и $599 в США. Материнская плата, дисковод, клавиатура в Amiga 1200 (также как и в Amiga 500) объединены в одном корпусе, в котором также предусмотрено место для одного 2,5" винчестера.
В июне 1993 года Commodore выпускает новую модель Amiga CD32, представляющую собой практически Amiga 1200, но в «приставочном» формате.
После банкротства Commodore в 1994 году компьютеры Amiga 1200 практически исчезли с рынка, пока их производство не было возобновлено компанией ESCOM.
После падения железного занавеса масса Amiga 500, Amiga 500+ и Amiga 1200 было ввезено в Россию и страны бывшего СССР. Вследствие этого, даже в России сформировалось сообщество пользователей (существующее до сих пор) и насчитывавшее к 1995-1996 более 50 000 человек.
Amiga 1200, возобновлённое производство которой ESCOM начали в 1995 году, незначительно отличалась от первоначального варианта Commodore, но вызвала массовое недовольство, так как продавалась по цене £399 (что на целых £150 дороже чем за год до этого). Многие потенциальные пользователи готовые платить £250, не могли позволить себе настолько дорогой компьютер. Было очевидным, что компания ESCOM может производить Amiga, только пользуясь доставшейся ей собственностью Commodore, но не развивать платформу. В то же самое время, компания ESCOM не могла позволить себе снижение цен, даже с учётом перспективы. Предлагалось два варианта поставки: Amiga Magic и Amiga Surfer.
«Новой» Amiga 1200 не коснулась оптимизация форм-фактора (как это было с Amiga 600), так как сама компания ESCOM к моменту покупки собственности Commodore находилась в тяжёлом финансовом положении.

## Основные характеристики
- Процессор Motorola MC68EC020
  - предустановлен с частотой 14 МГц
  - расширяется CPU-картами или акселераторами, через Trapdoor
- Audio (чип Paula)
  - 4-канальный стерео-звук
  - 14 бит (8 бит звука и 6 бит громкости)
  - 28 кГц (частота дискретизации)
  - 70 дб (соотношение сигнал/шум)
- Чипсет: AGA, с развитой графической архитектурой
  - видеорежимы от 320×200 до 1280×512 (и больше с Overscan), включая 800×600 (при подключении VGA монитора)
  - поддержка видеорежимов NTSC, PAL и VGA
  - палитра до 16,8 миллионов цветов (16 777 216)
  - варьируемая пользователем от 2 до 262 144 цветов глубина экрана
  - варьируемая пользователем развёртка экрана, в пределах 15—31 кГц (для горизонтальной), 50—72 Гц (для вертикальной)
- Накопители
  - Встроенный 3,5" дисковод 880 Кб
  - Встроенный 2,5" винчестер 40 Мб (опционально)
- Внешние разъёмы
  - Аналоговый ВЧ видео-выход
  - Аналоговый композитный видео-выход
  - Аналоговый видео-выход RGB (15 кГц)
  - «Тюльпаны» RCA стерео звук
  - 2 Game-порта (джойстик/мышь)
  - Последовательный порт RS-232 (DB25)
  - Параллельный порт Centronics (DB25)
  - Порт для подключения внешнего дисковода
- Внутренние разъёмы
  - Шина расширения PCMCIA 2.0
  - 150-пиновая шина расширения Trapdoor
  - IDE-разъём для подключения 2,5" винчестера, либо для подключения 3,5" винчестера (при использовании специального переходника) или CD/DVD привода (всего до 4-х устройств на IDE шлейфе)